# 沃克 (伊利諾伊州梅肯縣)
沃克（英語：Walker）是位於美國伊利諾伊州梅肯縣的一個非建制地區。該地的面積和人口皆未知。

## 地理
沃克的座標為39°40′35″N 89°00′24″W / 39.67639°N 89.00667°W，而該地的平均海拔高度為197米（即646英尺）。